# Gustavo Cerati
Gustavo Adrián Cerati Clark (født 11. august 1959 i Buenos Aires, død 4. september 2014 smst.) var en argentinsk musiker, sanger og komponist. Han fik sit gennembrud med Soda Stereo.
I 2010 sendte et slagtilfælde ham i koma, og han døde i 2014.

## Diskografi
- Amor amarillo (1993).
- Bocanada (1999).
- Siempre es hoy (2002).
- Ahí vamos (2006).
- Fuerza natural (2009).